# Les hommes meurent pour du métal
Pour plus de détails, voir Fiche technique et Distribution.
Les hommes meurent pour du métal (Люди гибнут за металл, Lyudi gibnut za metall) est un film russe réalisé par Alexandre Volkoff, sorti en 1919.

## Fiche technique
- Titre : Les hommes meurent pour du métal
- Titre original : Люди гибнут за металл (Lyudi gibnut za metall)
- Réalisation : Alexandre Volkoff
- Pays d'origine : Russie
- Format : Noir et blanc - Film muet
- Date de sortie : 1919

## Distribution
- Zoia Karabanova
- Iona Talanov
- Yuri Yurovsky (en)
- Nicolas Rimsky
- Elizaveta Valerskaya
- Olga Kondorova